# El jurado popular
El jurado popular es una historieta de 1996 del dibujante de cómics español Francisco Ibáñez perteneciente a su serie Mortadelo y Filemón. 

## Trayectoria editorial
Firmada en 1995, se publicó en 1996 luego en el número 65 de Magos del Humor y luego en el n.º 133 de la Colección Olé.

## Sinopsis
El Súper encarga a Mortadelo y Filemón que custodien al jurado popular del juicio contra Joe "Roetráqueas". El jurado está compuesto por Rompetechos, el veterinario del Zoo, la abuela Napoleona; la maestra señorita Rufina y un hombre con traje y camisa negra, con un sombrero que le tapa los ojos, que no habla en casi toda la historia, pero de cuyos pensamientos se puede deducir que ha estado vinculado a la delincuencia que resulta que en realidad es un compinche del "Cascatibias".
La misión consiste en custodiarlos, evitando además que tengan contacto con otras personas para evitar que influyan en su decisión. Para ello cuentan con una furgoneta con la que trasladarles al Palacio de Justicia. En la práctica, Mortadelo y Filemón se encargarán de buscar objetos que les pidan los miembros del jurado, o a los propios miembros cuando se van.

## Gags y curiosidades
La historieta es un guiño privado a Gemma Britián, administrativa de Ediciones B que fue elegida miembro de un jurado popular en la época que se hizo el álbum.
Esta historieta cuenta con gags recurrentes de los problemas de visión de Rompetechos. Todos los capítulos acaban igual, con un accidente del que es víctima el juez del caso. Mortadelo y Filemón tienen que huir, y al comienzo del siguiente capítulo aparecen escondidos en lugares recónditos. Aun así, el Súper les encuentra, haciéndoles ver su enfado por los resultados de la misión. En el último capítulo es cuando comienza la acción.
Del Palacio de Justicia salen esposados, hacia el furgón policial, Mario Conde y Javier de la Rosa. Más adelante podemos ver a un policía conduciendo a Giulio Andreotti, también esposado. Cuando Mortadelo y Filemón se dirigen a la calle del Regüeldo ("Por aquí merodea la nata y crema de los maleantes", dice Filemón), aparece Jacques Chirac, vestido de manera bastante vulgar, llevando lo que parece ser una bomba de hidrógeno.